# 3190 Aposhanskij
3190 Aposhanskij eller 1978 SR6 är en asteroid i huvudbältet som upptäcktes den 26 september 1978 av den sovjetisk-ryska astronomen Ljudmila Zjuravljova vid Krims astrofysiska observatorium på Krim. Den har fått sitt namn efter den sovjetiske poeten och journalisten Vladimir Michajlovitj Aposjanskij.
Den tillhör asteroidgruppen Eos.